# Дошло доба да се љубав проба
Дошло доба да се љубав проба је југословенски филм из 1980. године, други наставак серијала Луде године. Режирао га је Зоран Чалић, а сценарио су писали Зоран Чалић и Јован Марковић. Премијерно је емитован 31. јануара 1980. године.

## Радња
Проблем Маријиног другог стања је решен без здравствених последица. Сада Марију строго контролишу родитељи али ипак завршавајући средњу школу Боба и Марија и даље настављају своју љубав. Али долази до сукоба њихових породица, Жика и Дара Бобини родитељи су за свадбени завршетак романтичне везе њихове деце, а Милан и Јелена, Маријини родитељи су за то да ту везу прекину.

## Улоге
| Глумац                     | Улога                 |
| -------------------------- | --------------------- |
| Драгомир Бојанић Гидра     | Живорад Жика Павловић |
| Дара Чаленић               | Дара Павловић         |
| Марко Тодоровић            | Милан Тодоровић       |
| Јелена Жигон               | Јелена Тодоровић      |
| Владимир Петровић          | Боба                  |
| Риалда Кадрић              | Марија                |
| Љиљана Јанковић            | Вука                  |
| Милан Срдоч                | Миге                  |
| Стево Жигон                | Директор школе        |
| Драгољуб Гула Милосављевић | Комшија Лидијин отац  |
| Радмила Гутеша             | Професорка            |
| Миодраг Радовановић        | Професор              |
| Мате Гулин                 | Милиционер            |
| Надежда Вукићевић          | Вишња                 |
| Драган Спасојевић          |                       |
| Душко Стевановић           | Бобин друг            |
| Предраг Милинковић         | Рођак                 |
| Душан Тадић                | Милиционер            |
| Љубомир Ћипранић           | гост на свадби        |
| Петар Лупа                 | Пијанац               |
| Бранко Стефановић          | Конобар               |
| Богдан Јакуш               |                       |
| Тања Пипер                 |                       |
| Горан Пековић              | Ћора                  |
| Светлана Симић             |                       |
| Милица Драгојловић         |                       |
| Биљана Машић               |                       |
| Горан Беланчевић           |                       |
| Сузана Николић             |                       |
| Јадранка Ивић              |                       |
| Марија Симић               |                       |

## Гледаност
Филм је премијерно приказан у Београду 31. јануара 1980. и  био је толико гледан да је направио застој у приказивању осталих филмова те године. У свим београдским биоскопима приказиван је у ударним терминима до 4. маја када су га скинули са репертоара због смрти Јосипа Броза Тита и у том периоду само у Београду га је гледало 600.000 гледалаца.

## Екипа
- Режија: Зоран Чалић
- Сценарио: Зоран Чалић и Јован Марковић
- Музика: Корнелије Ковач
- Сниматељ: Предраг Поповић
- Сценографија: Предраг Николић
- Костимографија: Анка Стојковић
- Монтажа: Јелена Бјењаш, Војислав Бјењаш
- Продуцент: Звезда филм, Нови Сад
- Земља порекла: Југославија, Србија